# شانترام (مسلسل)
شانترام (بالإنجليزية: Shantaram)‏ هو مسلسل دراما إثارة مبني على رواية تحمل نفس الاسم للكاتب غريغوري روبرتس، المسلسل من بطولة تشارلي هونام، فيصل بازي وديفيد فيلد. صدر على منصة أبل تي في + في 14 أكتوبر 2022.